# Сейшельські Острови на Чемпіонаті світу з водних видів спорту 2015
Сейшельські Острови взяли участь у Чемпіонаті світу з водних видів спорту 2015, який пройшов у Казані (Росія) від 24 липня до 9 серпня.

## Плавання
Сейшельські плавці виконали кваліфікаційні нормативи в дисциплінах, які наведено в таблиці (не більш як 2 плавці на одну дисципліну за часом нормативу A, і не більш як 1 плавець на одну дисципліну за часом нормативу B):
Чоловіки
| Спортсмен     | Дисципліна      | Попередній заплив | Попередній заплив | Півфінал        | Півфінал        | Фінал           | Фінал           |
| Спортсмен     | Дисципліна      | Час               | Місце             | Час             | Місце           | Час             | Місце           |
| ------------- | --------------- | ----------------- | ----------------- | --------------- | --------------- | --------------- | --------------- |
| Деніел Гілл   | 100 м брасом    | 1:14.02           | 73                | Завершив виступ | Завершив виступ | Завершив виступ | Завершив виступ |
| Адам Вікторія | 50 м батерфляєм | 27.08             | 58                | Завершив виступ | Завершив виступ | Завершив виступ | Завершив виступ |

Жінки
| Спортсменка     | Дисципліна       | Попередній заплив | Попередній заплив | Півфінал         | Півфінал         | Фінал            | Фінал            |
| Спортсменка     | Дисципліна       | Час               | Місце             | Час              | Місце            | Час              | Місце            |
| --------------- | ---------------- | ----------------- | ----------------- | ---------------- | ---------------- | ---------------- | ---------------- |
| Алексус Лейрд   | 200 м комплексом | 2:27.68           | 37                | Завершила виступ | Завершила виступ | Завершила виступ | Завершила виступ |
| Фелісіті Пассон | 100 м батерфляєм | 1:03.29           | 47                | Завершила виступ | Завершила виступ | Завершила виступ | Завершила виступ |